# Samuel Wallis

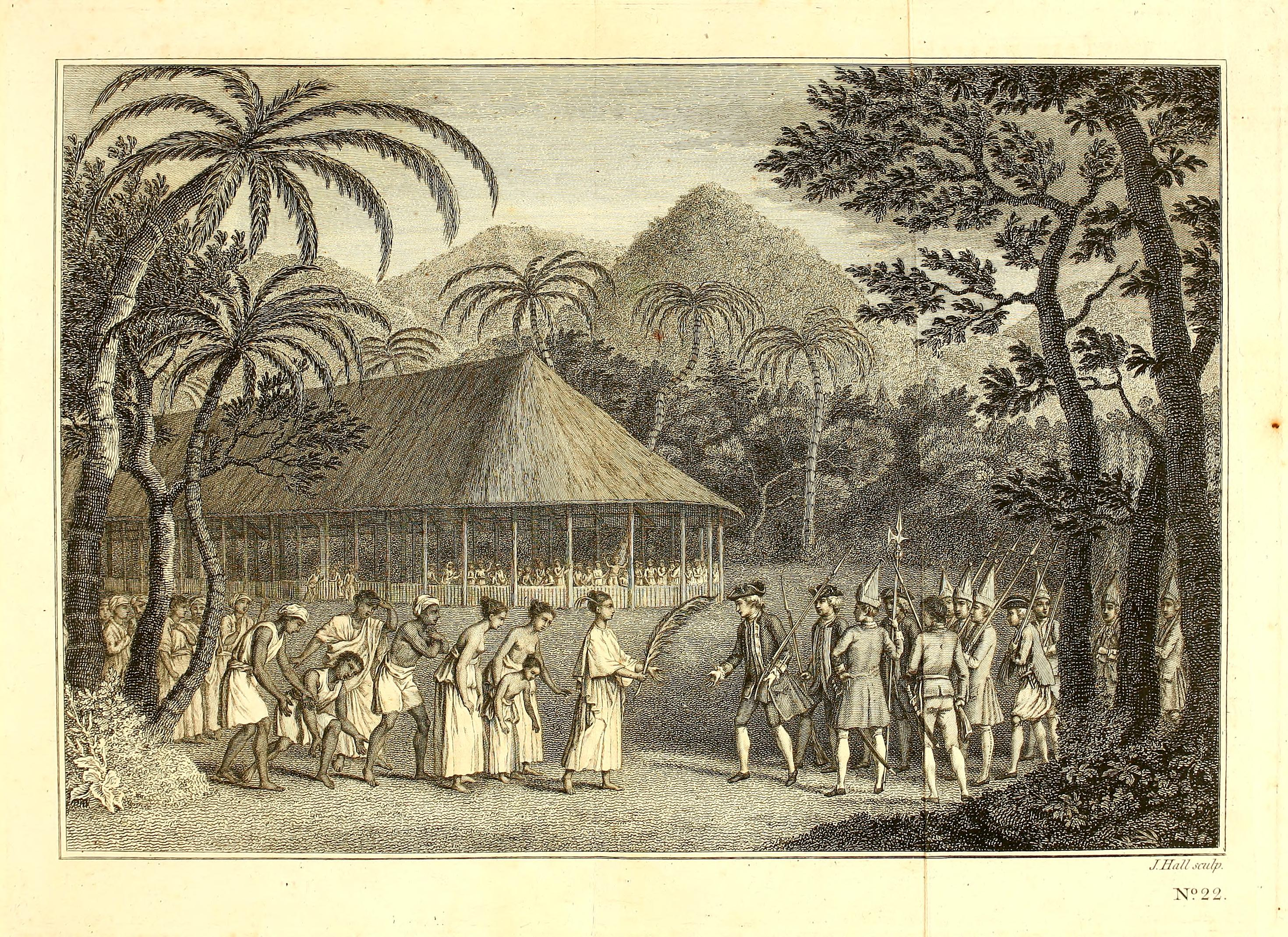
Samuel Wallis möter Tahitis kung, ca 1772 av John Webber

Samuel Wallis, född april 1728 i Cornwall i England i Storbritannien, död 21 januari 1795 i London, var en brittisk sjöofficer och upptäcktsresande och betraktas som upptäckaren av Tahiti och en rad andra öar i Stilla havet.

## Wallis tidiga liv
Wallis var son till en mindre godsägare i byn Lanteglos nära Camelford i Cornwall.
Han mönstrade på som sjökadett i den brittiska flottan Royal Navy och tjänstgjorde under det engelska - franska kriget åren 1744 till 1749. Kort efter undertecknandet av fredsavtalet i oktober 1748 blev Wallis befordrad till löjtnant.
Wallis blev i februari 1756 placerad på linjeskeppet HMS Invincible när (Sjuårskriget) (1756-1763) bröt ut. Han befordrades till kommendörkapten i juli 1756 och var senare chef på flera fartyg stationerade i Nordamerika.
1758 blev han fartygschef på linjeskeppet HMS Prince of Orange, som 1761 tjänstgjorde i Engelska kanalen fram till Parisfreden 1763. Kort därefter lämnade Wallis aktiv tjänst.

## Expeditionen till Stilla havet

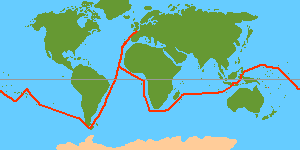
Wallis resa

Wallis återgick i tjänst 1766 som fartygschef på korvetten HMS Dolphin under dess andra resa till Stilla havet tillsammans med linjeskeppet HMS Prince Frédéric under Jacques Brines befäl och korvetten HMS Swallow under kapten Philip Carterets befäl. Konvojen lämnade Plymouth den 22 augusti och nådde Stilla havet genom Magellans sund den 17 december 1766 där de stannade till april 1767.
Därefter tog fartygen olika rutter där Wallis seglade mot nordväst mot Tuamotuöarna och upptäckte där en rad öar, bland andra Mehetia och Tahiti. Från Sällskapsöarna seglade han genom de större ögrupperna i västra Stilla havet förbi Tonga och igenom Marshallöarna och nådde Nordmarianerna i augusti 1767.
Wallis resa fortsatte därefter söderut förbi Filippinerna mot Batavia (nuvarande Jakarta) där han stannade i cirka två månader. Sedan påbörjades hemfärden förbi Godahoppsudden och  Sankta Helena åter till England dit han nådde i maj 1768.

## Wallis senare liv
Efter hemkomsten drog han sig tillbaka till privatlivet efter att det sökta befälet över HMS Endeavour gick till James Cook. Han återinkallades en kort tid 1770 inför krigshotet med Spanien över Falklandsöarna och även en kort period 1780. Wallis utnämndes 1782 till Extra naval commissioner (extra amiralitetsråd) en sinekur som gav högre pension. Vid de stora administrativa reformerna, som genomdrevs av Edmund Burke, förlorade han denna befattning, men återutnämndes 1787 och innehade denna tjänst fram till sin död den 21 januari 1795 i London.